# 蒙特费雷里卡斯特利沃
蒙特费雷里卡斯特利沃，是西班牙加泰罗尼亚莱里达省的一个市镇。 总面积177平方公里，总人口736人（2001年），人口密度4人/平方公里。